# ماري إل. ماثيوز
ماري إل. ماثيوز (بالإنجليزية: Mary L. Matthews)‏ هي مبشرة أمريكية، ولدت في 28 أغسطس 1864، وتوفيت في 31 ديسمبر 1950.